# 구라시키시
구라시키시(일본어: 倉敷市)는 일본 오카야마현 남부에 있는 시이다. 인구는 약 47만 명으로 오카야마시 다음으로 오카야마현에서 두 번째로 크다.
구라시키강 기슭의 시라카베 거리가 "미관 지구"로 유명한 관광지이고 제조품 출하액은 약 4조 엔에 달해 오사카시에 이어 서일본을 대표하는 공업도시이다. 또 1967년의 3시 합병에 의해 발족했으며 행정과 관광의 구라시키(倉敷), 콤비나트(combinat)를 가지는 미즈시마(水島), 학생복·청바지의 메카 고지마(児島), 무역항과 신칸센 역이 있는 다마시마(玉島) 등 지리나 역사가 다른 다양한 지역으로 이루어져 있다.
주요 시가지는 이 네 개의 주요 지역으로 분산되어 있고 각자 규모는 구라시키가 20만 명 미만, 미즈시마·다마시마·고지마는 대체로 10만 명 미만이다. 그 때문에 행정 인구는 47만 명의 중핵시이지만 항만·공업·관광 기능을 제외하면 동쪽으로 인접하는 오카야마시의 위성 도시 성격을 가진다. 도시 형태가 유사한 사례로 후쿠시마현 이와키시를 들 수 있다.

## 인구
| 연도                            | 인구    | ±%     |
| ------------------------------- | ------- | ------ |
| 1960                            | 286,902 | —      |
| 1965                            | 308,908 | +7.7%  |
| 1970                            | 374,385 | +21.2% |
| 1975                            | 417,750 | +11.6% |
| 1980                            | 432,171 | +3.5%  |
| 1985                            | 443,721 | +2.7%  |
| 1990                            | 445,059 | +0.3%  |
| 1995                            | 453,618 | +1.9%  |
| 2000                            | 460,869 | +1.6%  |
| 2005                            | 469,377 | +1.8%  |
| 2010                            | 475,421 | +1.3%  |
| 2015                            | 477,118 | +0.4%  |
| 2020                            | 474,592 | −0.5%  |
| Kurashiki population statistics |         |        |

## 지리

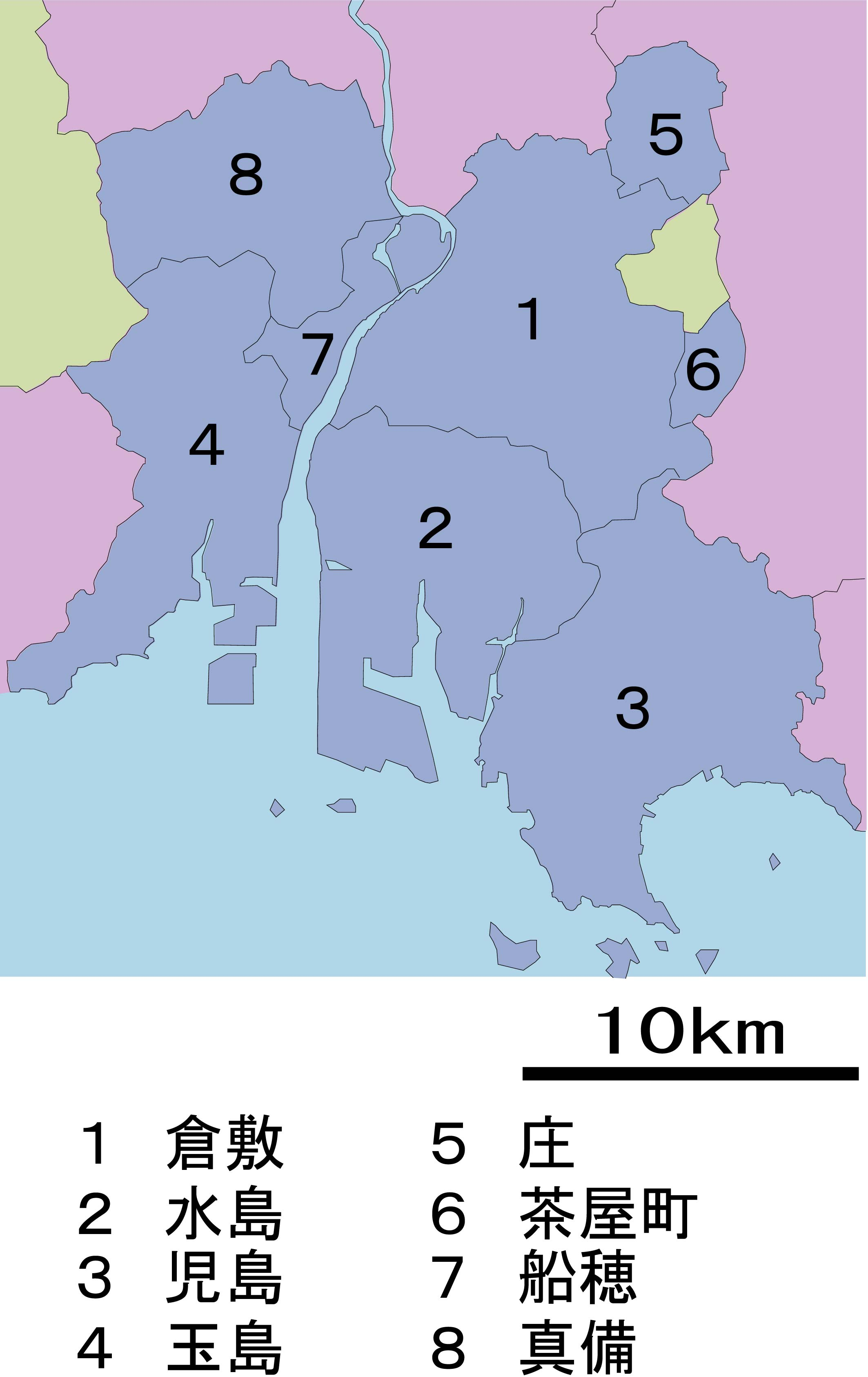
구라시키시의 행정 구분

오카야마현 남중앙부에 위치하고 서부에는 다카하시강이 북쪽에서 남쪽으로 흘러 세토 내해로 흘러든다. 평야의 상당수는 간척지와 충적 평야가 차지하고 고지마 지역을 제외하고는 비교적 평탄하다. 시내에는 고지마, 가메시마산, 다마시마, 쓰라지마 등 "섬"이 붙은 지명이 많으며 일찍이 부근 일대가 간척되기 이전에 섬이었음을 말해준다.
산요 신칸센·산요 본선·산요 자동차도·국도 2호선이 동서로 횡단하며 산인 지방을 연결하는 하쿠비 선, 시코쿠를 연결하는 세토 대교·세토 대교선도 시내를 경유하여 교통·물류의 결절점으로서 중요한 지위를 차지하고 있다.

### 기후
온난하고 맑은 날이 많으며 비가 적은 세토 내해식 기후에 속하는 반면 다카하시강에 의한 풍부한 수자원의 혜택으로 물이 부족한 경우는 드물다. 또 시코쿠 산지의 영향으로 태풍이 직격하는 일도 거의 없는 것이 특징이다.
대부분이 충적평야와 간척지인 평야부는 하천과 바다의 수면 차이가 별로 없는 저지가 많아 메이지 시대까지 동서로 나뉘어 있던 다카하시강이 종종 범람을 일으키는 수해가 많은 지역이었다. 그러나 다이쇼 시대에 용수로의 정비와 함께 개수 공사를 진행해 현재의 일원화된 형태가 된 다음에는 큰 수해가 적어졌다.
연평균 기온은 15.8℃이며 연 강수량은 1,042mm이다.
| 구라시키시의 기후                                            | 구라시키시의 기후 | 구라시키시의 기후 | 구라시키시의 기후 | 구라시키시의 기후 | 구라시키시의 기후 | 구라시키시의 기후 | 구라시키시의 기후 | 구라시키시의 기후 | 구라시키시의 기후 | 구라시키시의 기후 | 구라시키시의 기후 | 구라시키시의 기후 | 구라시키시의 기후 |
| 월                                                           | 1월               | 2월               | 3월               | 4월               | 5월               | 6월               | 7월               | 8월               | 9월               | 10월              | 11월              | 12월              | 연간              |
| ------------------------------------------------------------ | ----------------- | ----------------- | ----------------- | ----------------- | ----------------- | ----------------- | ----------------- | ----------------- | ----------------- | ----------------- | ----------------- | ----------------- | ----------------- |
| 역대 최고 기온 °C (°F)                                       | 16.1 (61.0)       | 22.5 (72.5)       | 23.5 (74.3)       | 30.5 (86.9)       | 32.6 (90.7)       | 35.2 (95.4)       | 36.8 (98.2)       | 37.1 (98.8)       | 36.0 (96.8)       | 32.4 (90.3)       | 25.4 (77.7)       | 19.9 (67.8)       | 37.1 (98.8)       |
| 일평균 최고 기온 °C (°F)                                     | 9.2 (48.6)        | 10.0 (50.0)       | 13.6 (56.5)       | 19.3 (66.7)       | 24.4 (75.9)       | 27.3 (81.1)       | 30.9 (87.6)       | 32.2 (90.0)       | 28.4 (83.1)       | 23.1 (73.6)       | 17.1 (62.8)       | 11.5 (52.7)       | 20.6 (69.1)       |
| 일일 평균 기온 °C (°F)                                       | 4.6 (40.3)        | 5.2 (41.4)        | 8.5 (47.3)        | 13.9 (57.0)       | 19.1 (66.4)       | 22.9 (73.2)       | 26.9 (80.4)       | 27.9 (82.2)       | 23.9 (75.0)       | 18.0 (64.4)       | 12.0 (53.6)       | 6.7 (44.1)        | 15.8 (60.4)       |
| 일평균 최저 기온 °C (°F)                                     | 0.3 (32.5)        | 0.6 (33.1)        | 3.5 (38.3)        | 8.6 (47.5)        | 14.0 (57.2)       | 19.1 (66.4)       | 23.6 (74.5)       | 24.4 (75.9)       | 20.1 (68.2)       | 13.5 (56.3)       | 7.3 (45.1)        | 2.4 (36.3)        | 11.5 (52.6)       |
| 역대 최저 기온 °C (°F)                                       | −5.4 (22.3)       | −8.0 (17.6)       | −3.5 (25.7)       | −0.8 (30.6)       | 3.1 (37.6)        | 9.8 (49.6)        | 16.0 (60.8)       | 17.1 (62.8)       | 8.9 (48.0)        | 2.7 (36.9)        | −0.9 (30.4)       | −4.1 (24.6)       | −8.0 (17.6)       |
| 평균 강수량 mm (인치)                                        | 34.4 (1.35)       | 42.4 (1.67)       | 78.2 (3.08)       | 82.5 (3.25)       | 101.9 (4.01)      | 149.8 (5.90)      | 154.1 (6.07)      | 81.3 (3.20)       | 133.0 (5.24)      | 93.6 (3.69)       | 51.2 (2.02)       | 40.4 (1.59)       | 1,042.2 (41.03)   |
| 평균 강수일수 (≥ 1.0 mm)                                     | 4.8               | 6.1               | 8.6               | 9.0               | 8.8               | 10.6              | 9.9               | 6.8               | 8.8               | 7.1               | 5.8               | 5.2               | 91.5              |
| 평균 월간 일조시간                                           | 152.5             | 144.5             | 175.7             | 189.8             | 199.2             | 143.1             | 173.0             | 206.5             | 155.2             | 166.7             | 149.7             | 145.8             | 2,001.3           |
| 출처: 일본 기상청 (평년값: 1991년~2020년, 극값: 1979년~현재) |                   |                   |                   |                   |                   |                   |                   |                   |                   |                   |                   |                   |                   |

### 인접한 자치체
- 다마노시
- 소자시
- 쓰쿠보군 하야시마정
- 아사쿠치시
- 오카야마시
- 오다군 야카게정

## 역사

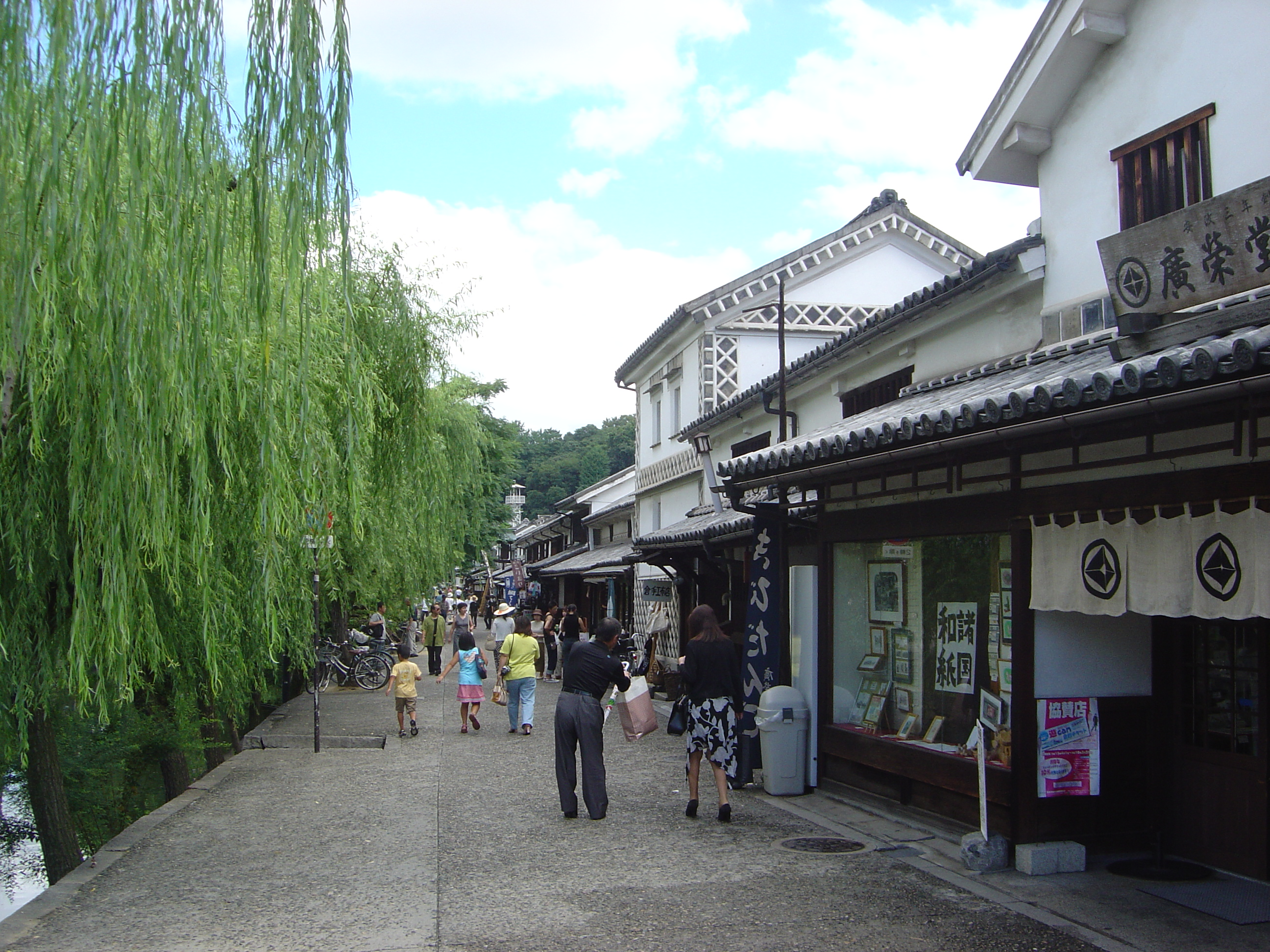
구라시키시 비칸 지구에 있는 19세기의 창고

과거 구라시키 지역은 헤이안 시대에 다이라씨와 미나모토씨 간의 전쟁이 벌어진 곳이다. 에도 시대에는 하항으로 발전하였고 막부의 직할령이 되었다. 상품의 저장을 위해 흰 벽과 검은색 타일을 가진 독특한 창고가 세워졌다. 메이지 유신 때는 구라보 방적을 포함한 공장들이 세워졌다.
- 1889년 6월 1일 - 정촌제 시행으로 근세 이후 구라시키촌이 단독으로 자치체를 형성하였다.
- 1900년 4월 1일 - 쓰다카군과 쓰쿠보군이 합병해 미쓰군이 되었다.
- 1928년 4월 1일 - 쓰쿠보군 구라시키정이 시로 승격해 구라시키시(초대)가 성립하였다.
- 1967년 - 구라시키시(초대)·고지마시·다마시마시가 신설 합병해 현재의 구라시키시(2대)가 성립하였다.
- 1971년 3월 8일 - 쓰쿠보군 쇼촌을 편입 합병하였다.
- 1972년 5월 1일 - 쓰쿠보군 쟈야정을 편입 합병하였다.
- 2002년 - 중핵시로 승격하였다.
- 2005년 8월 1일 - 아사쿠치군 후나오정, 기미군 마비정을 편입 합병하였다.

## 교육

### 대학교
- 가와사키 의과 대학(일본어판)
- 가와사키 의료복지 대학(일본어판)
- 구라시키사쿠요 대학(일본어판)
- 구라시키 예술과학 대학(일본어판)
- 오카야마 학원 대학(일본어판)

## 교통

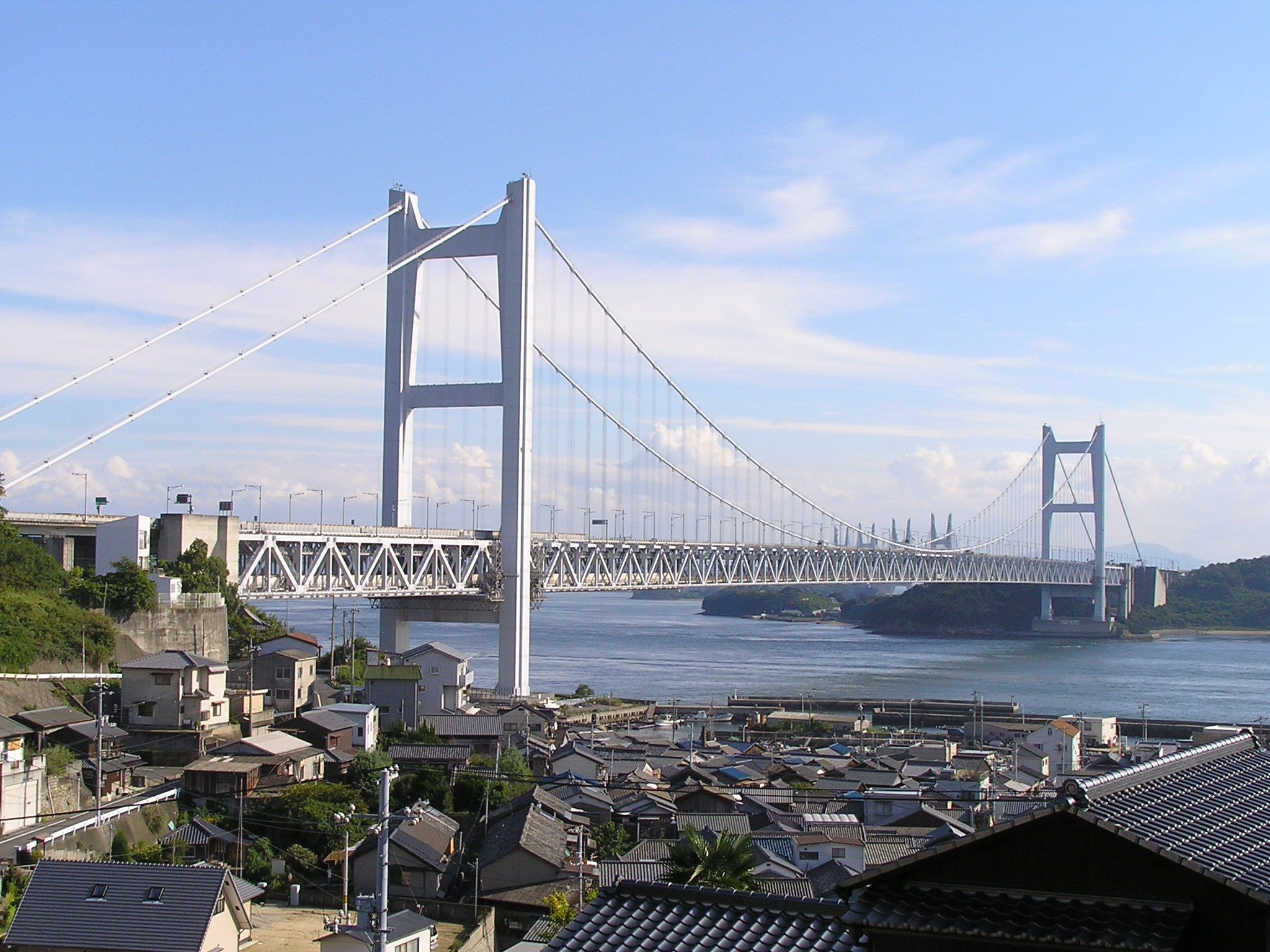
세토 대교

### 도로
- 산요 자동차도
  - 구라시키 분기점(일본어판) - 구라시키 나들목(일본어판) - 다마시마 나들목(일본어판) - 미치구치 휴게소(일본어판)
- 세토추오 자동차도(일본어판)
  - 쓰부에 휴게소(일본어판) - 미즈시마 나들목(일본어판) - 고노이케 휴게소(일본어판) - 고지마 나들목(일본어판)
- 국도 제2호선
- 국도 제429호선 (일본)(일본어판)
- 국도 제430호선 (일본)(일본어판)
- 국도 제486호선 (일본)(일본어판)

### 다리
- 세토 대교(세토 중앙자동차도, 혼시비산선)

### 철도
- 서일본 여객철도
  - 산요 신칸센
    - 신쿠라시키역

  - 산요 본선
    - 나카쇼역 - 구라시키역 - 니시아치역 - 신쿠라시키역

  - 하쿠비선
    - 구라시키역

  - 우노선(세토 대교선)
    - 자야마치역

  - 혼시비산선(세토 대교선)
    - 자야마치역 - (오카야마시) - 기미역 - 가미노초역 - 고지마역
- 시코쿠 여객철도
  - 혼시비산선(세토 대교선)
    - 고지마역
- 미즈시마 임해 철도(일본어판)
  - 미즈시마 본선(일본어판)
    - 구라시키시역 - 구정앞역 - 니시토미이역 - 후쿠이역 - 우라다역 - 야요이역 - 사카에역 - 도키와역 - 미즈시마역 - 미쓰비시 자동차 공업 앞역 - 구라시키 화물 터미널역
- 이하라 철도(일본어판)
  - 이하라선(일본어판)
    - 가와베주쿠역 - 기비노마키비역 - 빗추쿠레세역

## 시설·건축물
- 구라시키 티볼리 공원 - 안데르센의 동화를 주제로 한 테마파크였으나 경영상 문제로 2008년 12월 31일부로 끝내 문을 닫고 말았다.
- 머스캣 구장

## 사건
- 2012년 구라시키 해저 터널 사고 - 일본 최대 석유 시설 관련 사고로 5명 사망, 1명 부상

## 자매 도시
- 오스트리아 니더외스터라이히주 장크트푈텐
- 미국 미주리주 캔자스시티
- 뉴질랜드 크라이스트처치
- 중국 장쑤성 전장시
- 일본 아이치현 도코나메시